# ジョージ・リーバー・ウィーランド

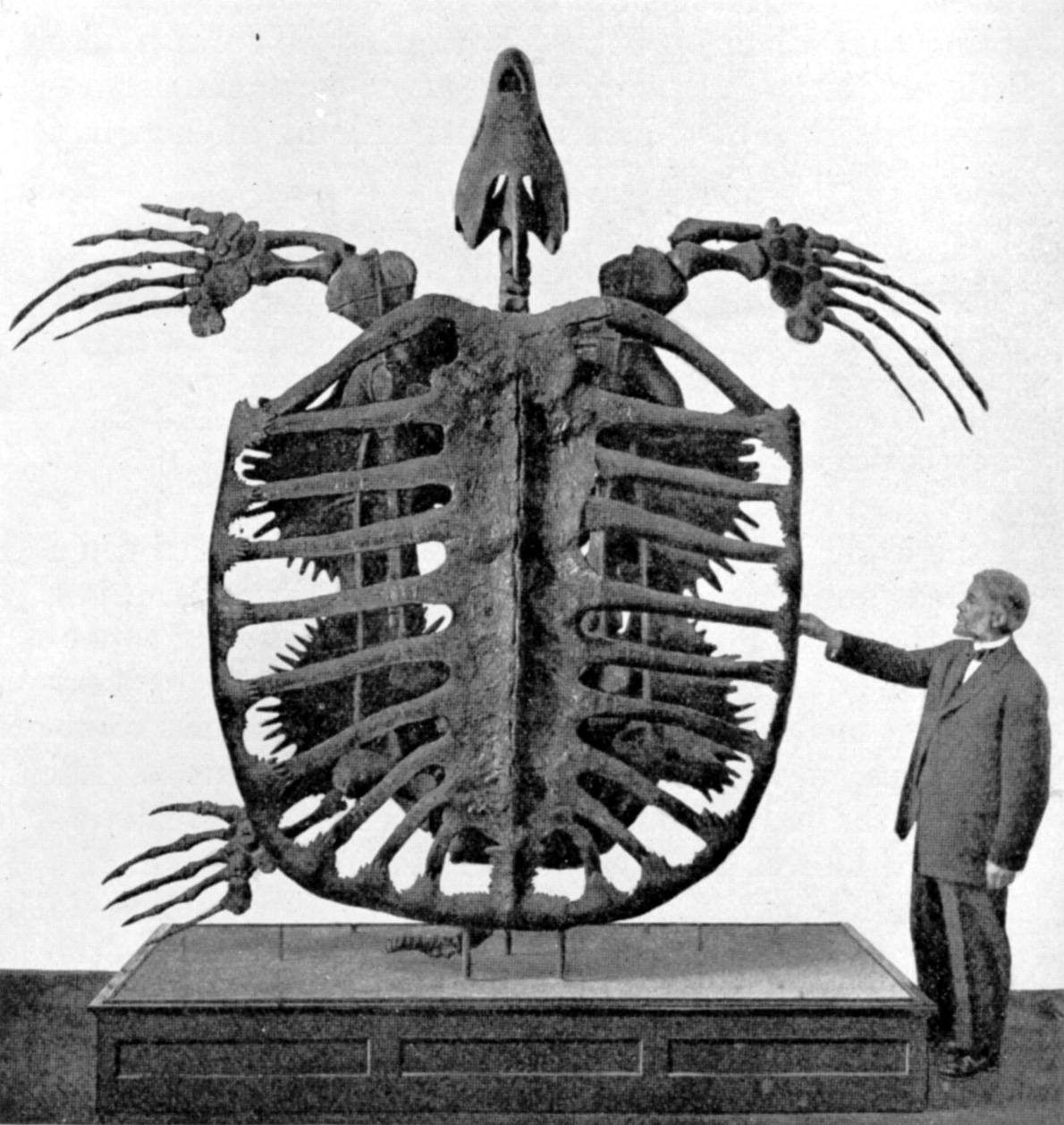
アーケロンの骨格とウィーランド(1903)

ジョージ・リーバー・ウィーランド（George Reber Wieland、1865年1月24日 - 1953年1月18日）は、アメリカ合衆国の古生物学者である。

## 略歴
ペンシルベニア州のボールズバーグで生まれた。ペンシルベニア州立大学、ゲッティンゲン大学、ペンシルベニア大学で学んだ。1890年にはイェール大学で、博士号を得た。イェール大学では有名な古生物学者、オスニエル・チャールズ・マーシュのもとで、サウスダコダ州のブラックヒルズで脊椎動物の化石を集め研究したが、レスター・ウォード（Lester Ward）が1893年に同地で、白亜紀の終わりに絶滅した裸子植物のキカデオイデア （Cycadeoidaea）の大量の化石を発掘したことにより、ウォードの影響で古植物学に転じ、膨大な化石コレクションを作り上げた。キカデオイデアの専門家として、イェール大学ピーボディ自然史博物館（Peabody Museum）の研究員として1940年代まで働いた。
キカデオイデアに関する著作の他、メキシコのオアハカ州で発掘されたジュラ紀の植物の研究があり、化石裸子植物、グロッソプテリスに関して、他のゴンドワナ大陸地域の化石との差異を論じた。
古動物に関しては、中生代白亜紀後期の亀、アーケロン(Archelon)などを記載した。

## 著作
- American Fossil Cycads, 2巻, 1906, 1916